# Roadracing-VM 1951
Roadracing-VM 1951 var tredje gången som Internationella motorcykelförbundet arrangerade världsmästerskap i roadracing. Mästerskapen kördes över åtta Grand Prixer i 6 länder i klasserna 500 cc, 350 cc, 250 cc och 125 cc samt Sidvagnar. Säsongen inleddes 8 april med Spaniens Grand Prix och avslutades med Nationernas Grand Prix i Italien den 9 september.
Storleken på motorerna i Sidovagnsklassen sänkes från 600 cm³ till 500 cm³
| Klass   | Mästare individuellt        | Mästare konstruktörer |
| ------- | --------------------------- | --------------------- |
| 500GP   | Geoff Duke                  | Norton                |
| 350GP   | Geoff Duke                  | Norton                |
| 250GP   | Bruno Ruffo                 | Moto Guzzi            |
| 125GP   | Carlo Ubbiali               | Mondial               |
| Sidvagn | Eric Oliver/Lorenzo Dobelli | Norton                |

## Tävlingskalender och segrare
| Omgång | Datum | Grand Prix     | Bana                 | Segrare 125cc        | Segrare 250cc     | Segrare 350cc | Segrare 500cc   | Sidvagnar          |
| ------ | ----- | -------------- | -------------------- | -------------------- | ----------------- | ------------- | --------------- | ------------------ |
| 1      | 8/4   | Spanien        | Montjuïc             | Guido Leoni          |                   | Tommy Wood    | Umberto Masetti | Oliver / Dobelli   |
| 2      | 27/5  | Schweiz        | Bremgarten           |                      | Dario Ambrosini   | Leslie Graham | Fergus Anderson | Frigerio / Ricotti |
| 3      | 8/6   | Isle of Man TT | Mountain course      | Cromie McCandless    | Tommy Wood        | Geoff Duke    | Geoff Duke      |                    |
| 4      | 1/7   | Belgien        | Spa                  |                      |                   | Geoff Duke    | Geoff Duke      | Oliver/Dobelli     |
| 5      | 7/7   | Hollands TT    | Circuit van Drenthe  | Gianni Leoni         |                   | Bill Doran    | Geoff Duke      |                    |
| 6      | 14/7  | Frankrike      | Circuit des Planques |                      | Bruno Ruffo       | Geoff Duke    | Alfredo Milani  | Oliver / Dobelli   |
| 7      | 18/8  | Ulster         | Clady Circuit        | Cromie McCandless ¹) | Bruno Ruffo       | Geoff Duke    | Geoff Duke      |                    |
| 8      | 9/9   | Nationernas GP | Monza                | Carlo Ubbiali        | Enrico Lorenzetti | Geoff Duke    | Alfredo Milani  | Milani/Pizzocri    |

¹) Endast fyra deltagare. Räknades ej till VM.

### Poängberäkning
Årets regeländringar vad gäller poängberäkning: Minst sex tävlande måste ställa upp i en deltävling för att resultatet ska räknas i VM. Om minst ¨åtta deltävlingar körs i en klass räknas de fem bästa resultaten.
De sex främsta i varje race fick poäng enligt tabellen nedan. De fem bästa resultaten räknades i mästerskapen för 500cc och 350cc, de tre bästa för övriga klasser.
| Plats | 1 | 2 | 3 | 4 | 5 | 6 |
| ----- | - | - | - | - | - | - |
| Poäng | 8 | 6 | 4 | 3 | 2 | 1 |

## Slutställning

### 500 cc
| Plats | Förare          | Märke  | Poäng |
| ----- | --------------- | ------ | ----- |
| 1     | Geoff Duke      | Norton | 35    |
| 2     | Alfredo Milani  | Gilera | 31    |
| 3     | Umberto Masetti | Gilera | 21    |
| 4     | William Doran   | AJS    | 14    |
| 5     | Nello Pagani    | Gilera | 10    |
| 6     | Keith Armstrong | AJS    | 9     |

### 350cc
| Plats | Förare        | Märke     | Poäng |
| ----- | ------------- | --------- | ----- |
| 1     | Geoff Duke    | Norton    | 40    |
| 2     | Bill Doran    | AJS       | 19    |
| 3     | John Lokett   | Norton    | 16    |
| 4     | Ken Kavanagh  | Norton    | 16    |
| 5     | Jack Brett    | Norton    | 15    |
| 6     | Leslie Graham | Velocette | 14    |

### 250cc
| Plats | Förare            | Märke      | Poäng |
| ----- | ----------------- | ---------- | ----- |
| 1     | Bruno Ruffo       | Moto Guzzi | 22    |
| 2     | Tommy Wood        | Moto Guzzi | 18    |
| 3     | Dario Ambrosini † | Benelli    | 14    |
| 4     | Enrico Lorenzetti | Moto Guzzi | 12    |
| 5     | Gianni Leoni      | Moto Guzzi | 10    |
| 6     | Maurice Cann      | Moto Guzzi | 6     |

### 125cc
| Plats | Förare            | Märke      | Poäng |
| ----- | ----------------- | ---------- | ----- |
| 1     | Carlo Ubbiali     | FB Mondial | 20    |
| 2     | Gianni Leoni      | FB Mondial | 12    |
| 3     | Cromie McCandless | FB Mondial | 11    |
| 4     | Luigi Zinzani     | Morini     | 10    |
| 5     | Guido Leoni       | FB Mondial | 8     |
| 6     | Vittorio Zanzi    | FB Mondial | 7     |